# Dean Macey
Dean Macey (Reino Unido, 12 de diciembre de 1977) es un atleta británico, especialista en la prueba de decatlón, en la que llegó a ser subcampeón mundial en 1999.

## Carrera deportiva
En el Mundial de Sevilla 1999 ganó la medalla de plata en decatlón, tras el checo Tomas Dvorak y por delante del estadounidense Chris Huffins.
Dos años más tarde, en el Mundial de Edmonton 2001 ganó la medalla de bronce, con una puntuación de 8603 que fue su mejor marca personal, tras el checo Tomas Dvorak, y el estonio Erki Nool.